# 福岡県旗

福岡県旗（白地に黒い県章）

福岡県旗（白地に赤い県章）

福岡県旗（ふくおかけんき）は、日本の都道府県の一つ、福岡県の旗。本項では、旗に図示されている福岡県章（ふくおかけんしょう）についても併せて解説する。

## 概要

福岡県章

県章は一般公募で寄せられた案を基にデザインされ、1966年（昭和41年）5月10日の県告示第342号「福岡県章」により制定された。平仮名の「ふ」と「く」を県花である梅の花を象って図案化し、平和・県勢の発展・県民の融和と躍進を表している。

### 県旗
県旗は特に規定されていないが、1966年9月16日に制定された県章の利用拡大を図る一環として福岡県庁前に掲揚された青地に白抜きの県章を中央に配置するデザインの旗が現在まで慣例的に用いられている。また、配色のバリエーションには(1)白地に県章を黒・(2)白地に県章を赤とするものもあり、用途に応じて使い分けられている。例えば、国民体育大会他の競技会で福岡県選手団が使用する旗は(2)のバリエーションである。